# Ферруччи, Франческо
Франческо Ферруччи (итал. Francesco Ferrucci, встречался вариант написания Ferruccio; 14 августа 1489 — 3 августа 1530) — флорентийский государственный деятель и военачальник.

## Биография
Родился во Флоренции в небогатой семье, с юности проявлял склонность к военному делу. Сблизился с кондотьерами, у которых изучил военное искусство. Во время Итальянских войн занимал должность подеста в тосканских городах Ларчино (1519), Кампи (1523), Радда (1527). Во время войны Коньякской лиги в 1528 году участвовал в походе французских войск на Неаполь (в составе отряда, посланного флорентийцами в помощь французской армии).
В 1529—1530 годах Ферруччи был одним из руководителей борьбы Флорентийской республики против войск императора Карла V и папы Климента VII, стремившегося восстановить во Флоренции власть рода Медичи.
С 1529 года Ферруччи был комиссаром города Эмполи, откуда организовывал снабжение осаждённой Флоренции. Из-за предательства военачальника Малатесты Бальони, возглавлявшего оборону Флоренции, войско под командованием Ферруччи, направлявшееся на помощь городу, было атаковано превосходящими силами противника. 3 августа 1530 года Франческо Ферруччи погиб в битве при Гавинане. Согласно одной из легенд, Ферруччи крикнул своему убийце Фабрицио Марамальдо — «Vile, tu uccidi un uomo morto!» («Трус, ты убиваешь мертвого человека!»).

## Мифы о Ферруччи
Ферруччи был одним из самых известных военачальников своего времени, но он не был и не мог быть итальянским националистом, так как итальянского национализма в то время не существовало. Его роль в истории была в значительной степени преувеличена итальянскими писателями и поэтами эпохи Рисорджименто (XIX век), формировавших национальные мифы в процессе объединения Италии.
Самый известный роман Ф. Гверрацци, «L’Assedio di Firenze» («Осада Флоренции») возвеличивает жизнь и подвиги Ферруччи. Его имя упоминается в тексте будущего национального гимна Италии, написанного в 1847 году Гоффредо Мамели. Гарибальди в своей речи в Ливорно в 1849 году сравнивает себя с Ферруччи: «Я коснулся своим мечом праха Ферруччи, и я знаю, как умереть, подобно Ферруччи».
Во времена Муссолини образ Франческо Ферруччи широко использовался фашистской пропагандой, во Флоренции был организован фестиваль его имени, в Тоскане многим мальчикам, родившимся в то время, давали имя «Ферруччи».